# Urbiztondo
Urbiztondo é um município de  terceira classe de renda municipal (d) na província Pangasinan, nas Filipinas. De acordo com o censo de 1 de maio  de  2020 possui uma população de 55 557 pessoas e 12 323 domicílios.